# Сендеро Луміносо
Комуністична партія Перу — Сяючий шлях (ісп. Partido Comunista del Perú — Sendero Luminoso), більш відома як «Сендеро Луміносо» — перуанська маоїстська організація, заснована в 1970 році Абімаелем Гусманом, перейшла озброєної партизанської боротьби 17 травня 1980 року.

## Назва
Назва «Сяючий шлях», що відрізняє групу від інших перуанських комуністичних партій зі подібними назвами, походить з гасла засновника первинної Перуанської комуністичної партії в 1920-х Хосе Карлоса Маріатеги: «Марксизм-ленінізм відкриває сяючий шлях у революції». Це гасло було розміщено в заголовку газети фронтової групи «Сяючого шляху». Перуанські комуністичні групи часто відрізняються одна від одної назвами своїх публікацій. Послідовники групи зазвичай називаються сендеристами (ісп. senderistas). Усі документи, періодичні видання та інші матеріали, які випускає організація, підписано комуністичною партією Перу (PCP). Вчені часто посилаються на них як PCP-SL.

## Генеза
«Сяючий шлях» був заснований наприкінці 1960-х колишнім університетським викладачем Абімаелем Гусманом (називається своїми послідовниками Голова Гонсало) згідно зі своєю бойовою маоїстською доктриною. Організація стала відгалуженням комуністичної партії Перу Bandera Roja (червоний прапор), яка у свою чергу відокремилася від Перуанської соціалістичної партії, заснованої Хосе Карлосом Маріатегі в 1928.
Спочатку був заснований плацдарм в Університеті Хуаманга (Аякучо), де Гусман викладав філософію. Університет був нещодавно відкритий після півстолітнього закриття, і безліч новостворених студентів прийняли радикальну філософію «Сяючого шляху». Між 1973 і 1975 роками «Сяючий шлях» захопив контроль над студентськими радами університетів Хуанкайо та Ла Кантута і був досить значним присутнім у національному університеті інженерів у Лімі та в Національному університеті Сан-Маркос, найстарішого університету Америки. Через деякий час члени організації програли на багатьох студентських виборах, включаючи університет Хуамангі. Вони вирішили залишити університети та консолідуватися.
Починаючи з 17 березня 1980 року «Сяючий шлях» провів серію таємних зборів в Аякучо, відомих як другий центральний пленарний комітет. Організація сформувала «революційний директорат», по суті військово-політичний комітет, і відправила свої збройні формування до стратегічних районів провінцій для початку «народної війни». Також група заснувала свою «першу військову школу», де бойовики навчалися військової тактики та застосування зброї.
Вони також займалися «критикою та самокритикою» — маоїстською практикою щодо викорінення шкідливих звичок та повторення помилок. Під час навчання у «першій військовій школі» члени організації піддавалися кампаніям критики та самокритики, тоді як Гусман став у цій школі безперечним лідером «Сяючого шляху».

## Партизанська боротьба
Коли в 1980 році військовий уряд Перу дозволив проведення виборів на дванадцятирічний термін, «Сяючий шлях» був єдиною з політичних груп лівої орієнтації, що відкинула участь у виборах і надала перевагу партизанській війні у високогір'ях району Аякучо. 17 травня 1980 року, напередодні президентських виборів, вони спалили ящики для бюлетенів у місті Чущі (Аякучо). Це була перша військова акція «Сяючого шляху». Проте винуватців швидко спіймали, додаткові ящики було доставлено до Чущі, вибори пройшли без подальших інцидентів. Перуанська преса приділила інциденту дуже невелику увагу.
У 1980-ті «Сяючий шлях» прогресував, дедалі більше території потрапляло під його контроль, кількість озброєних членів зростала, особливо в районі Анд. Вони отримували підтримку бідних містян і незаможних селян, заповнюючи політичну порожнечу, залишену центральним урядом, встановлюючи самоврядування. Вони вбивали керівників фермерських колективів, що працювали під контролем держави, і торговців, непопулярних серед незаможних сільських жителів. Подібні акції викликали симпатію до «Сяючого шляху» з боку селян багатьох перуанських сіл, особливо у злиденних та занедбаних районах Аякучо, Апурімаку та Хуанкавелики. Часом населення невеликих відсталих міст брало участь у подібних самосудах, особливо коли жертви цих самосудів викликали повсюдну ворожість. Проте маоїстську ідеологію членів «Сяючого шляху» поділяло не все селянство.